# Distretto di Todee
Il distretto di Todee è un distretto della Liberia facente parte della contea di Montserrado.